# Perpendikulärstil

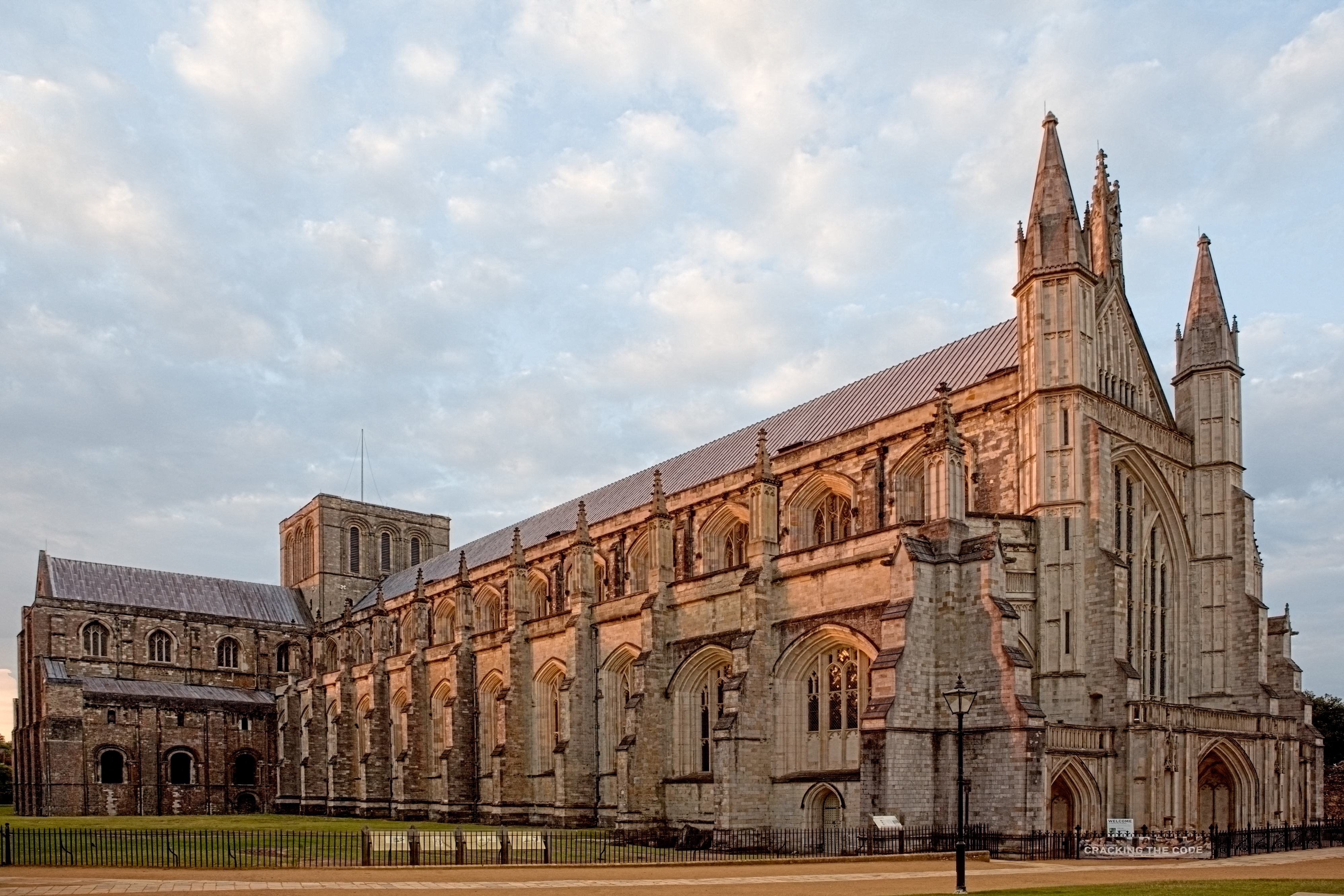
Breda fönster under låga valvbågar och däremellan lodrätt masverk är typiskt för perpendikulärstil och syns här på Winchester Cathedral i England.

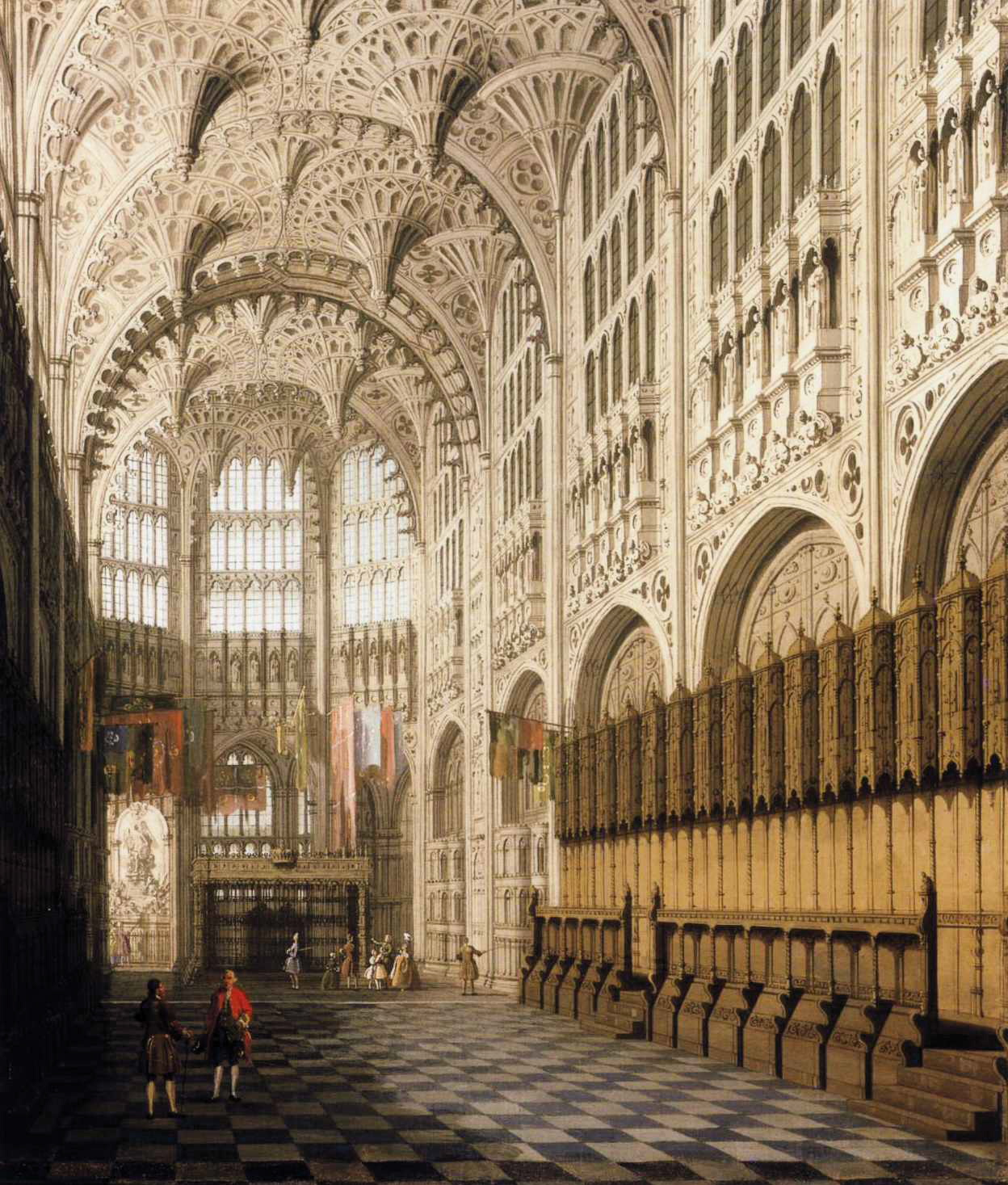
Interiör i Henrik VII:s kapell i Westminster Abbey i London, byggt på 1500-talet.

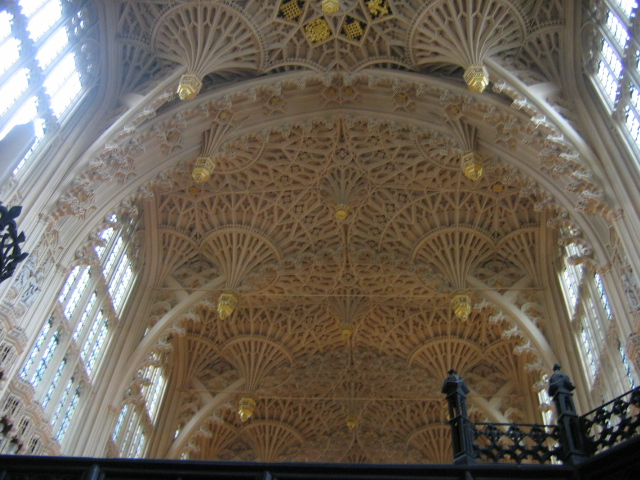
Det unika taket i Henrik VII:s kapell i Westminster Abbey.

Perpendikulärstil (engelska: Perpendicular style), är en sengotisk stil som uppstod i England under 1300-talets senare hälft.
Perpendikulärstilen började att växa fram omkring 1350 och var en reaktion mot  dekorationsstilen. Begreppen perpendikulärstil och dekorationsstil skapades av antikvarien Thomas Rickman i hans Attempt to Discriminate the Style of Architecture in England (1812–1815) och används fortfarande. 
Stilen karakteriseras främst av långa, lodräta linjer som delar upp fönster- och väggytor. Intrycket är att ytan är täckt med ett spjälverk. Stilen innehåller bågformer, låga och nedtryckta spetsbågar (Tudorbågen) och valvformer som utvecklas till stjärn-, nät- och solfjädersvalv som förgrenar sig från valvytorna.
De linjära formerna syns tydligast i utformningen av fönstren, som blev väldigt stora, ibland enorma, med smalare stenspröjsar än i tidigare perioder. Detta gav större möjligheter till glasmålningar. Spröjsarna sträcker sig upp till de välvda fönstersmygarna, och de övre delarna är uppdelade med ytterligare spröjsar. Karm- och väggytor är också uppdelade i vertikala rutor. Ett annat kännetecken från perioden är solfjädersvalv.
Entréer har ofta fyrkantiga inramningar ovanför valven och spandrillerna är fyllda med quatrefoil eller rosverk. Spetsbågar användes under hela perioden men även kölbågar och tudorbågar introducerades.
I kyrkor försvann triforiet eller så fylldes dess plats med panelarbeten. Istället lades större vikt vid klerestoriefönstren, som ofta anses som det finaste från perioden. Listverken är plattare och mindre effektfulla än från tidigare perioder. Ett av de mest karaktäristiska kännetecknen är de elliptiska fördjupningarna. 
Ett annat utmärkande drag från perioden är de timrade taken, som till exempel finns i Westminster Hall (1395), Christ Church i Oxford och Crosby Hall. 
Perpendikulärstilen fortlevde in på 1500-talet då den utträngdes av renässansformerna.
Ett av de sista byggnadsverken i den ursprungliga stilen är Henrik VII:s kapell i Westminster Abbey i London där kungens gravmonument placerades. Denna om- och tillbyggnad av kyrkans östligaste del (där vanligen större kyrkors Maria-altare stod i ett Mariakapell bakom huvudaltaret), finansierades genom kung Henrik VII:s testamente efter hans död år 1509.
Stilen återuppstod på 1800-talet som en del av nygotiken och finns från denna period representerad i bland annat parlamentsbyggnaden i London.

## Bildgalleri

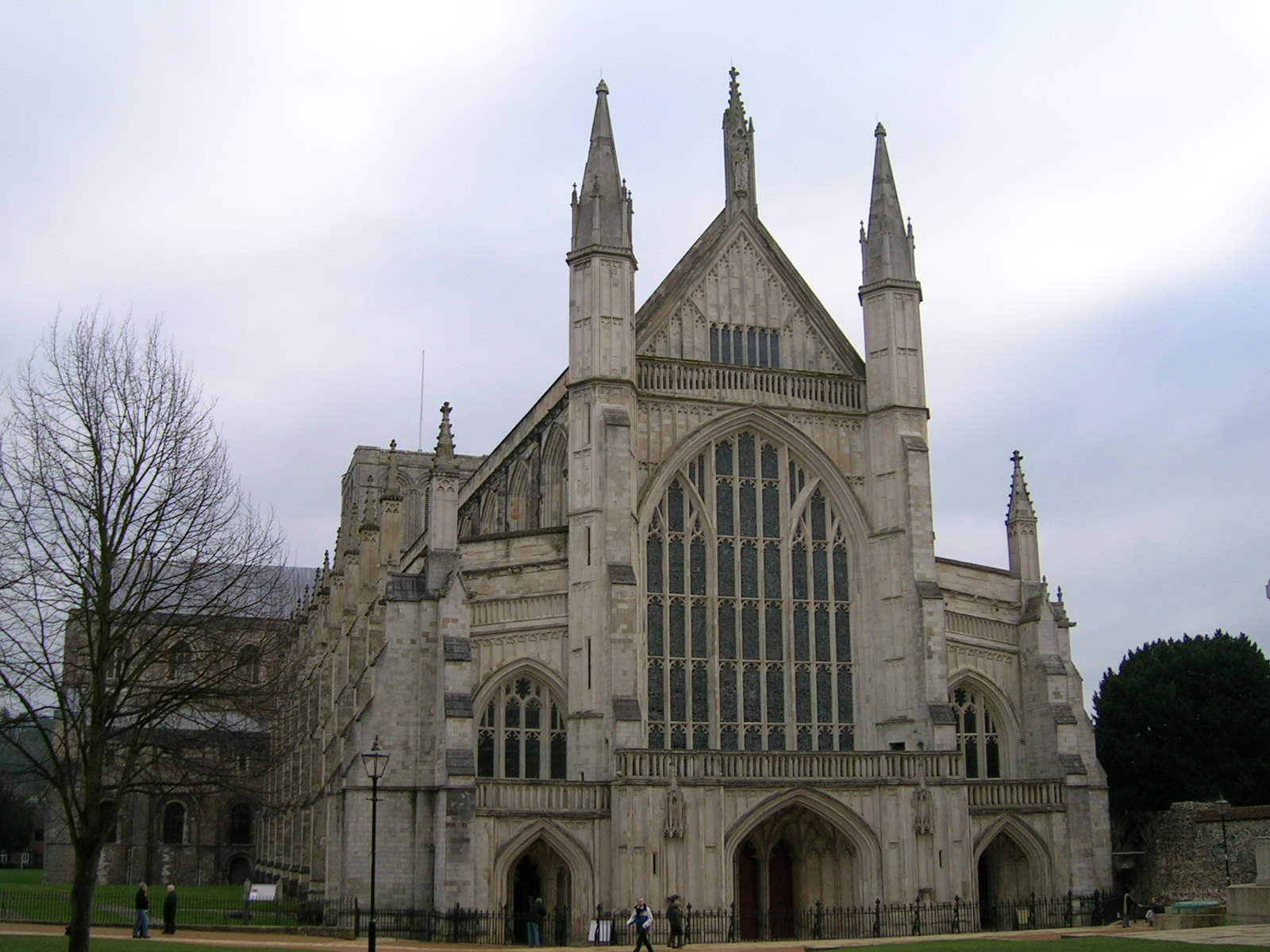
Katedralen i Winchester från väster med bland annat det breda och stora fönstret i perpendikulärstil.
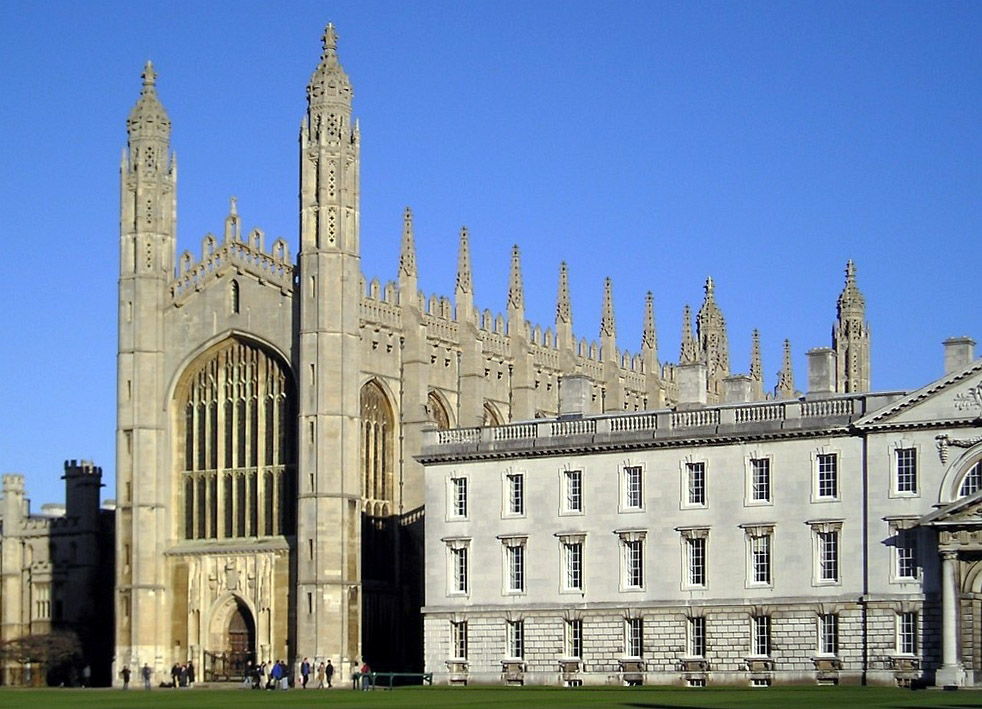
King's College Chapel, Cambridge.
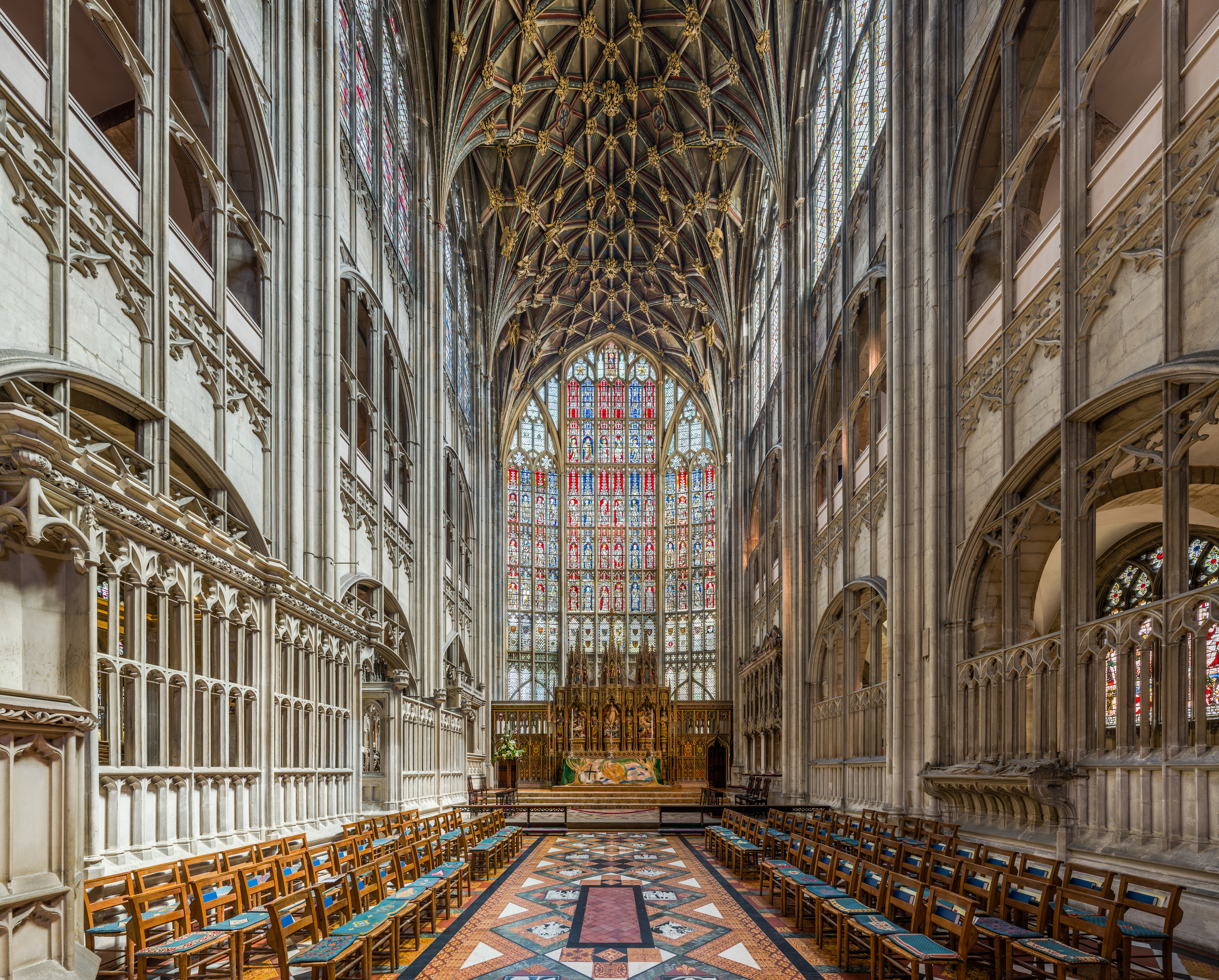
Interiör i Gloucester Cathedral.
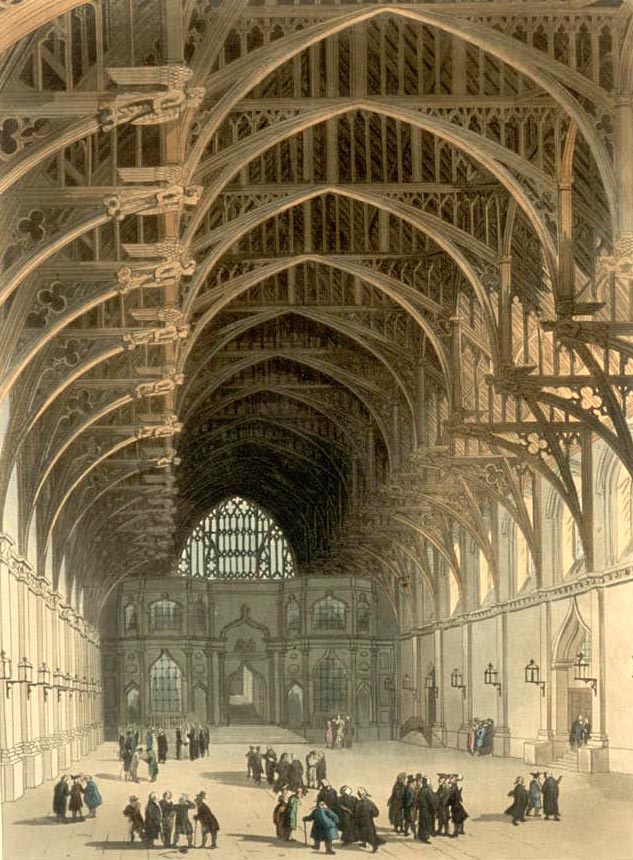
Det timrade taket i Westminster Hall i parlamentshuset i London.